# کوردوجین خاتون
کوردوجین خاتون (انگلیسی: Kurdujin Khatun; بعد از ۱۲۷۳ – ۱۳۳۸) شاهزاده ایلخانان فرمانروای کرمان در ۱۲۹۵–۱۲۹۶ و شیراز در ۱۳۱۹–۱۳۳۸ بود.